# Bofflens
Bofflens är en ort och kommun i distriktet Jura-Nord vaudois i kantonen Vaud, Schweiz. Kommunen har 194 invånare (2023).